# 高機動車に関連する作品の一覧

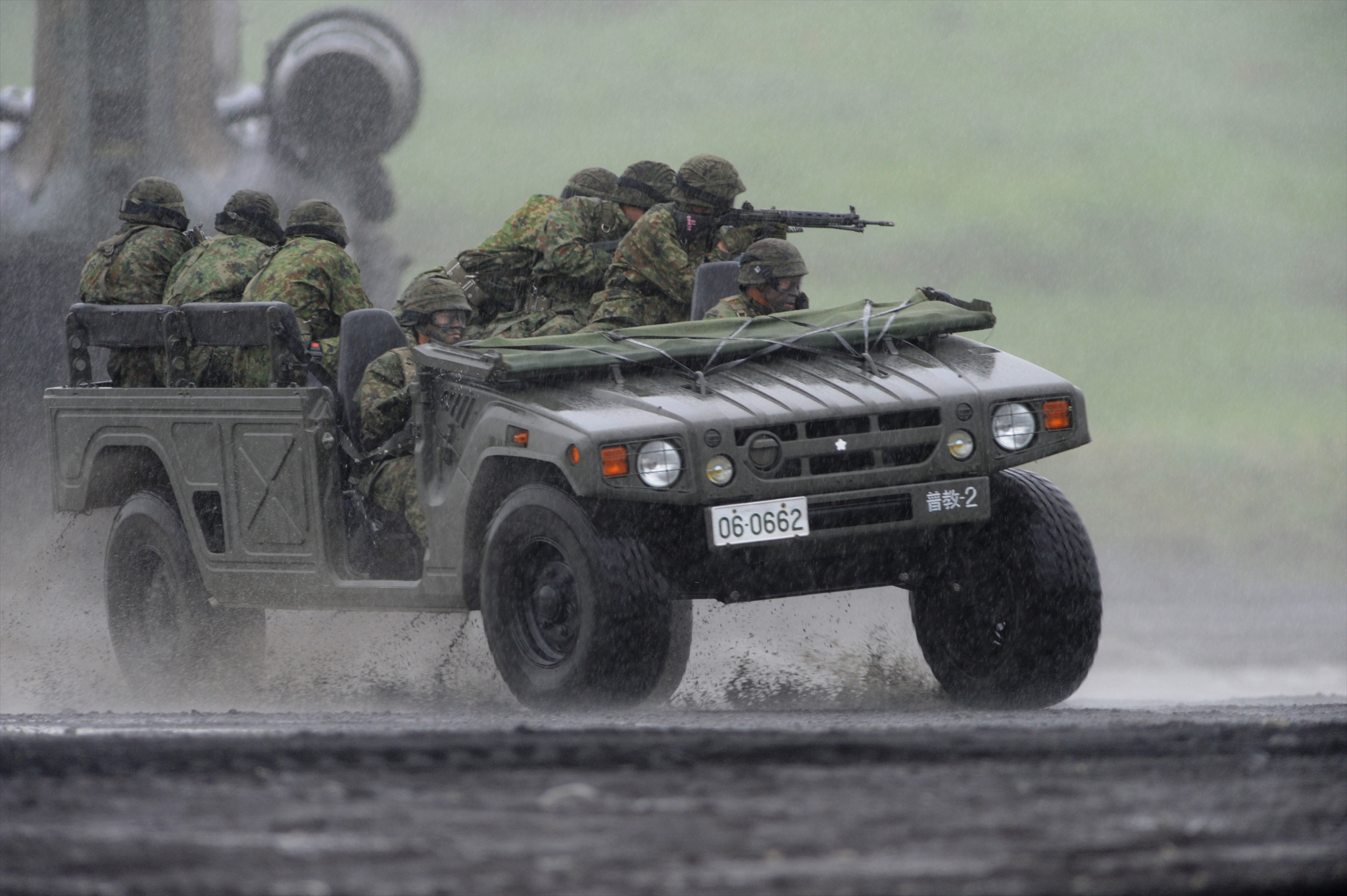
高機動車

高機動車に関連する作品の一覧（こうきどうしゃにかんれんするさくひんのいちらん）は、陸上自衛隊が装備する人員輸送用車両、高機動車に関連する作品の一覧である。
陸上自衛隊に1990年代以降広く配備されている車両のため、自衛隊が登場する作品には数多く登場する。また、アニメ・漫画作品に登場する「軍用四輪駆動車」のデザインモデルとされていることも多く、現代の日本が舞台の作品でなくとも、ほぼ高機動車そのままの外観の車両が登場している例は多い。

## 映画
『13人の命』
タイ海軍の車両として登場。タムルアン洞窟の遭難事故に際して、潜水救助を試みる特殊部隊を現場まで輸送する。
『RE:BORN』
国防軍の車両として登場。特別演習内での高速制圧訓練「対ゴースト戦」に臨む部隊を演習場まで輸送する。
『ガメラ3 邪神覚醒』
第37普通科連隊所属車両が登場。イリスに襲撃された南明日香村の調査に参加し、その後は防衛出動命令を受けてイリスを攻撃すべく、信太山駐屯地から出動して吉野山まで前進する普通科連隊を輸送する。
『劇場版 MOZU』
東和夫らがペナム共和国で用いる車両として登場。牽引するキャンピングトレーラー内に主人公・倉木尚武を監禁しているシボレー・シルバラードを市街地の公道上で襲撃し、銃撃戦を交えたカーチェイスを展開。最終的に東が携行するRPG-7によってシルバラードを破壊する。
『ゴジラシリーズ』
『ゴジラvsデストロイア』
実物が日本映画初登場。各種メーサー車や90式戦車などの自衛隊車両群とともに臨海副都心に展開して円陣を組み、デストロイア幼体を迎撃する。
撮影には普通科教導連隊所属車両が使用されている。
『ゴジラ2000 ミレニアム』
第1師団所属車両が登場。北浦に墜落したミレニアンのUFOの周辺に展開する。
『ゴジラ×メカゴジラ』
館山市にゴジラが上陸した際に出動し、県道89号線上に展開する90式戦車部隊を先導する。
撮影には普通科教導連隊所属車両が使用されている。
『ゴジラ×モスラ×メカゴジラ 東京SOS』
ゴジラの東京上陸を受けて連隊指揮所が設置された日比谷公園に配置されており、戦いが終わった後は、復興支援に向かう普通科隊員たちを輸送する。
また、特生自衛隊の車両としても登場しており、カメーバの死骸が漂着した九十九里浜に出動する。
撮影には普通科教導連隊所属車両が使用されている。
『シン・ゴジラ』
ゴジラの東京都侵入を防ぐために行われたB-2号計画「タバ作戦」の前方指揮所となった多摩川浅間神社の周囲を走行しているほか、立川広域防災基地内にも配置されている。

『散歩する侵略者』
宇宙人が潜伏している市街地に展開しており、荷台に普通科隊員を搭乗させた状態で宇宙物理学者を乗せたトヨタ・センチュリーに随伴する。
『次元大介』
泥魚街の武装兵が用いる車両として登場。泥魚街の中枢であるビル「鯉のぼり」の周囲に展開し、次元大介による襲撃に備えている。
『シン・ウルトラマン』
禍威獣および外星人に対して出動する陸上自衛隊部隊の一翼を担う形で登場。神北市でのガボラ出現時には、山間部に設けられた現地合同対策本部からガボラとウルトラマンが戦う地下核廃棄物貯蔵施設まで、禍威獣特設対策室（禍特対）専従班のメンバーを輸送する。また、にせウルトラマンに対して六本木のビル街に展開した部隊にも含まれている。
撮影には第48普通科連隊所属車両などが使用されている。
『戦国自衛隊1549』
虚数空間の存在を隠すために富士山麓に設営された自衛隊の偽装基地まで、主人公を輸送する。
撮影には普通科教導連隊所属車両が使用されている。
『大怪獣のあとしまつ』
特務隊および国防軍の車両として登場。怪獣「希望」の死体処理のため、利根川下流域に設けられた特務隊基地「Zビレッジ」で使用されている。
『沈黙の終焉』
フィリピンにて民間で使用されている車両が登場。主人公がビガンから郊外の農場へ向かう際に乗車する。
『ディープロジック』
陸上自衛隊烏丸駐屯地（架空）の車両として登場。駐屯地へ進入する模様や駐屯地内で駐車されている模様が描かれている。
『日本沈没』（2006年版）
「日本沈没」の進行に伴う災害派遣要請を受け、1トン半救急車や偵察用オートバイとともに日本各地の被災地へ出動する。
撮影には第48普通科連隊所属車両などが使用されている。
『火の華』
自衛隊南スーダン派遣に参加した車両が登場。主人公が運転する車両がジュバで生じた武力衝突に巻き込まれ、応戦を余儀なくされる。
『ビューティフルドリーマー』
劇用車として民間が所有する車両の画像が「トヨタ メガクルーザー」名義で登場。制作中の自主制作映画『夢みる人』に登場させることができる戦車を探す先勝美術大学映画研究会のメンバーが発見した、劇用車レンタルのウェブサイトに掲載されている。
撮影には、協力した鈴木商店のウェブサイトが用いられている。
『マリと子犬の物語』
新潟県中越地震に際して、山古志村の村民たちが避難してきた長岡市の避難所に災害派遣されている。
『ミッドナイトイーグル』
北アルプス見岳沢に「特殊爆弾」を搭載したアメリカ空軍のステルス爆撃機「B-5」が墜落したことを受け、山麓の登山道入口付近で入山規制の名目での封鎖に従事する。
撮影には第13普通科連隊所属車両が使用されている。また、原作小説では同様の役割を機動隊が担っており、高機動車は登場しない。

## テレビドラマ・オリジナルビデオ
『SFX巨人伝説ライン』
第13話に登場。千葉県内を侵攻するレッドコングの迎撃に向かう普通科連隊を輸送する。
撮影には第31普通科連隊所属車両が使用されている。
『UNFIX』
第6話から第8話にかけて、陸上自衛隊特殊外来生物作戦隊（特外隊）の車両として登場。敵対的な擬態特外（地球外生命体）に拉致された特外の内通者を保護すべく、群馬県女吠山中の敵拠点まで特外隊行動班を輸送する。
『インハンド』
第10・11話に陸上自衛隊の車両が登場。栃木県相羽村（架空の地名）で発生した新型エボラウイルスの封じ込めのため、73式中型トラックとともに出動している。
『ウルトラマンオーブ THE ORIGIN SAGA』
第8話に防衛軍の車両として登場。東京に出現した命の樹の周囲に展開する。
『星間特捜アサルトライザー』
第1話に登場。名古屋に出現したドドゴの迎撃に向かう普通科部隊を輸送する。
第31普通科連隊所属車両を撮影した映像が用いられている。
『アサルトキッズ鉄腕ルナ』
第1話にアサルト防衛隊の車両として登場。多目的訓練室がある建物の前に駐車されている。
『世にも奇妙な物語 '16春の特別編』
通算第504話に政府軍の車両として登場。ニュー・イバラキ軍との戦闘において築久（架空の地名）の前線基地に配備されており、物資や隊員を輸送する。

## アニメ・漫画
『GAMERA -Rebirth-』
第6話に登場。瀕死のガメラを蘇生させるべく招集された医療チームを、エアクッション艇1号型とともに与那国島まで輸送する。
なお、本作の舞台となる年代は、現実における高機動車の部隊配備開始以前である1989年と設定されている。
『Re:CREATORS』
特別災害に係る災害派遣の際に登場。第10話にて、水篠颯太が日本国政府の統括調整官菊池原亜季に対して行った連絡を受け、彼女らを乗せた警察車両とともに、軍服の姫君陣営と主人公らが会する日本政府陣営（対軍服の姫君陣営）が衝突した屋上駐車場に急行し、自衛隊部隊を展開させる。
『機動警察パトレイバー』
『機動警察パトレイバー 2 the Movie』
「93式 高機動車 ジャンビー 1 1/2(t)」という名称で登場。初期試作車を参考にして描かれているため、実際の量産車とは各所が異なっている。作中では、治安出動命令を受けてCH-47J チヌーク改に搭載され、首都圏へ出動する。
『WXIII 機動警察パトレイバー』
廃棄物13号に対する作戦の際に新海埋め立て地の各所に展開し、84mm無反動砲を装備した1個小銃班を輸送する。

『機動戦士ガンダムSEED C.E.73 STARGAZER』
地球連合軍の輸送車両として登場。冒頭にて、災害出動のために被災地へ出動する。
『空母いぶき』
水陸機動団所属車両が登場。中国人民解放軍により占拠された多良間島南海岸に、おおすみ型輸送艦「しもきた」「くにさき」搭載のLCACで揚陸される。
『クレヨンしんちゃん 激突! ラクガキングダムとほぼ四人の勇者』
終盤に登場。ラクガキングダム襲来時に、春日部の市外に居て市内に入れなかった住民達を、騒動終了後に春日部まで送り届ける。
『最臭兵器』
臭気を放ちながら東京へ向かう主人公の迎撃に出動する。作画参考資料が初期試作車両のものなのか、量産車とは細部が異なる。
『新世紀エヴァンゲリオンシリーズ』
各劇場版に特務機関「NERV」や戦略自衛隊の車両として登場。
『続・戦国自衛隊』
漫画・小説版に戦国時代へタイムスリップした自衛隊の装備として登場。
漫画版では、火縄銃対策のために竹の束を側面などに括り付けて防御力を上げ、荷台に機関銃を搭載するなどして「関ヶ原の戦い」に投入されるが、徳川家康に味方するアメリカ軍のAH-64D アパッチ・ロングボウなどの攻撃によってほとんどが破壊され、最終的には全車両を失うこととなる。
しかし、小説版では1両だけ破壊を免れており、その後の「大坂の陣」における戦いでも活躍している。
『ターミネーター0』
陸上自衛隊所属車両が登場。人型ロボット1NNO（イノ）達が人間の捕縛と抵抗者の殺害を開始したことによる混乱を受け、東京都内に展開する。
『太陽の黙示録』
漫画・アニメ版に震災時は陸上自衛隊の、震災後は北日本自衛隊と南日本国防軍の輸送車両として登場。海峡同盟も運用している。
『トータル・イクリプス』
アニメ版第1話に日本帝国陸軍の車両として登場。日本に上陸しようとするBETA群を迎撃するMLRSに随伴する。

## 小説
『ゲート 自衛隊 彼の地にて、斯く戦えり』
小説・漫画・アニメ版に異世界へ派遣された自衛隊の装備として登場。主人公が所属する深部偵察隊の各隊に1両ずつ配備されており、補給物資の輸送や炎龍に襲われた避難民の移送を行う。
『ゼロの迎撃』
第1師団所属車両が登場。都心内で巡回警備を行う。
『第二次湾岸戦争』
「92式高機動車」の名称で第1空挺団所属車両が登場。作中では「ジャンビー」の愛称でも呼ばれており、イラクのサウジアラビア侵攻に際して編成された国連軍に参加するため中東へ派遣され、現地で輸送任務を行う。
『超空自衛隊』
オーストラリアに災害派遣で向かう途中で第二次世界大戦時へタイムスリップした、施設科を中心とする災害派遣部隊の装備として登場。ガダルカナル島などにLCACで揚陸され、物資や人員を輸送する。
『土漠の花』
ソマリアに派遣されている派遣海賊対処行動支援隊の陸上自衛隊所属車が登場。装甲化されているとの記述から、派生型の国際任務仕様（高機動車(II型)）と思われる。
『日本国召喚』
陸上自衛隊の装備として登場。魔王軍の侵攻を受けたトーパ王国に派遣され、自衛官らを乗せて戦闘に用いられる。漫画版でも同じ場面に登場するほか、トーパ王国の騎士らも便乗している。
『ルーントルーパーズ 自衛隊漂流戦記』
異世界に飛ばされた自衛隊の装備として登場。マリースア南海連合王国の街中で暴れまわるキュクロプスの対処に向かう、主人公が率いる普通科小隊を輸送する。

## ゲーム
『Wargame Red Dragon』
自衛隊デッキに指揮車両と輸送車両の1つとして「HAYATE」の名称で登場する。

## 模型
タミヤ「1/35 陸上自衛隊 陸上自衛隊偵察用オートバイ・高機動車セット」
ミリタリーミニチュアシリーズスケール限定商品。2018年販売。5.56mm機関銃MINIMIを構える兵士が乗る偵察用オートバイと地図を持つ兵士の人形とのセット。高機動車の模型はファインモールド製。箱絵に描かれている車両は第7普通科連隊の所属。
トミカNo.91「陸上自衛隊 高機動車」
2018年10月20日発売。サスペンションが再現されているほか、幌の脱着が可能。
ファインモールド1/35スケール ミリタリーシリーズ FM41「高機動車（機関銃装備）」
運転手と5.56mm機関銃MINIMIを構える兵士の人形のセット。箱絵には普通科教導連隊の車両が描かれている。
ファインモールド1/35スケール ミリタリーシリーズ FM44「高機動車（キャンパストップ）」
幌が付いた状態の模型。「高機動車（機関銃装備）」と同一のデカールで、ホームページの紹介ページも一緒である。箱絵には第7普通科連隊の車両が描かれている。
フジミ模型1/72 ミリタリーシリーズ No.19「陸上自衛隊 高機動車」
『アーマーモデリング』協力。幌の有無が選択可能。箱絵には第一空挺団の車両が描かれている。
フジミ模型1/72 ミリタリーシリーズ No.20「陸上自衛隊 重迫牽引車/120ミリ迫撃砲RT」
120mm迫撃砲 RTとのセット。箱絵には普通科教導連隊の車両が描かれている。